# Geraci Siculo
Geraci Siculo település Olaszországban, Szicília régióban, Palermo megyében. Lakosainak száma 1702 fő (2023. január 1.). Geraci Siculo Castel di Lucio, Gangi, Petralia Soprana, San Mauro Castelverde, Castelbuono, Nicosia és Petralia Sottana községekkel határos.

## Népesség
A település lakossága az elmúlt években az alábbi módon változott:
| Lakosok száma | 1871 | 1820 | 1702 |
|               | 2017 | 2018 | 2023 |